# Borgo Erizzo
Borgo Èrizzo (in croato Arbanasi, in albanese Arbneshi) è un sobborgo di Zara, in Croazia, che costituisce un'isola linguistica di lingua albanese.
Gli albanesi di Borgo Erizzo sono i diretti discendenti di quelli che nel Settecento decisero di lasciare l'Albania sotto dominio ottomano per rifugiarsi nei territori della Repubblica di Venezia.

## Storia
L'arrivo di popolazioni albanesi nella Dalmazia settentrionale avvenne a più riprese e fu dovuto principalmente a motivi religiosi e politici. Si trattava di abitanti cristiani della zona di Scutari in Albania settentrionale, che si erano rifugiati dapprima a Cattaro, dove furono accolti dal vescovo Zmajevich, e che il Provveditore generale della Serenissima Nicolò Erizzo aveva provveduto a trasferire presso Zara in una località di nuova fondazione che da lui prese il nome.
Nell'agosto 1726 giunse un primo gruppo di 16 famiglie per un totale di 121 persone, in maggioranza contadini benestanti che avevano abbandonato i propri averi per sfuggire all'oppressione turca.
Un secondo scaglione giunse nel 1727 e comprese sette famiglie, pari a 71 persone, che furono inizialmente alloggiate a Zemonico (Zemunik, frazione di Zara). Risale a quella data l'istituzione, da parte del Provveditore Erizzo, della carica di Governatore degli albanesi, una figura eletta dalla comunità e confermata dal Provveditore stesso, che l'aveva posta alle dipendenze del Colonnello del contado e del Capitano della città di Zara. Dettò inoltre uno statuto del nuovo borgo, per garantirne l'ordine e la giustizia.
Il terzo gruppo fu il più numeroso. Arrivato a Borgo Erizzo nel 1733, comprendeva 28 famiglie per un totale di 150 persone.
Tutti questi gruppi si integrarono presto nella realtà sociale ed economica veneto-dalmata, ma conservarono la loro lingua e i loro usi, costumi e canti. Innanzitutto la comunità albanese si adoperò per bonificare le zone paludose vicino a Borgo Erizzo, che era originariamente un'isola e che col tempo si era congiunta alla terraferma, mentre in seguito ottenne delle terre da rendere coltivabili secondo lo schema dell'enfiteusi. Il governo veneto si fece carico della costruzione di molte case e, in un primo momento, anche del vitto e dell'esenzione tributaria per i nuovi arrivati (eccettuata la decima annuale sui prodotti agricoli).
Dal 1901 Borgo Erizzo fu anche dotata di una scuola albanese; nel 1910 il patriota Giacomo Vuxani promosse e organizzò l'"Associazione Italo-Albanese".
Secondo la tradizione, gli albanesi di Borgo Erizzo venivano dai paesi di Brisko e Sestani. Tali località sono state da taluni identificate con i borghi di Shestan, Brisk, Liare e Arbnesh, tutti situati nell'entroterra di Antivari e Dulcigno (in Montenegro, quindi, ma in zone abitate da albanesi). A dimostrazione del fatto che i paesi di origine degli albanesi di Borgo Erizzo non erano situati lungo la costa è la singolare circostanza che nel loro linguaggio la maggior parte dei nomi di pesci e termini marinareschi deriva dall'italiano (veneto) e dal croato (ciacavo).

Inizialmente, la parte settentrionale del borgo fu abitata dai bris'ciani (originari di Brisko), e quella meridionale dai ses'ciani (originari di Sestani), mantenendo quindi una certa campanilistica separazione tra le due comunità. Nel volgere di poche generazioni, questa venne sostanzialmente meno.
Molti borgherizzani (si stima almeno la metà) seguirono gli italiani nell'esodo massiccio dalla città tra il 1944 e la metà degli anni '50.

L'attuale Comunità Italiana di Zara, rifondatasi con la dissoluzione della Jugoslavia, è costituita in buon numero proprio da abitanti di Borgo Erizzo rimasti.
Nel censimento del 2011 solo 17 abitanti di Zara hanno dichiarato l'arbënishtë come lingua madre, anche se alcune stime indicano 200 parlanti attivi.

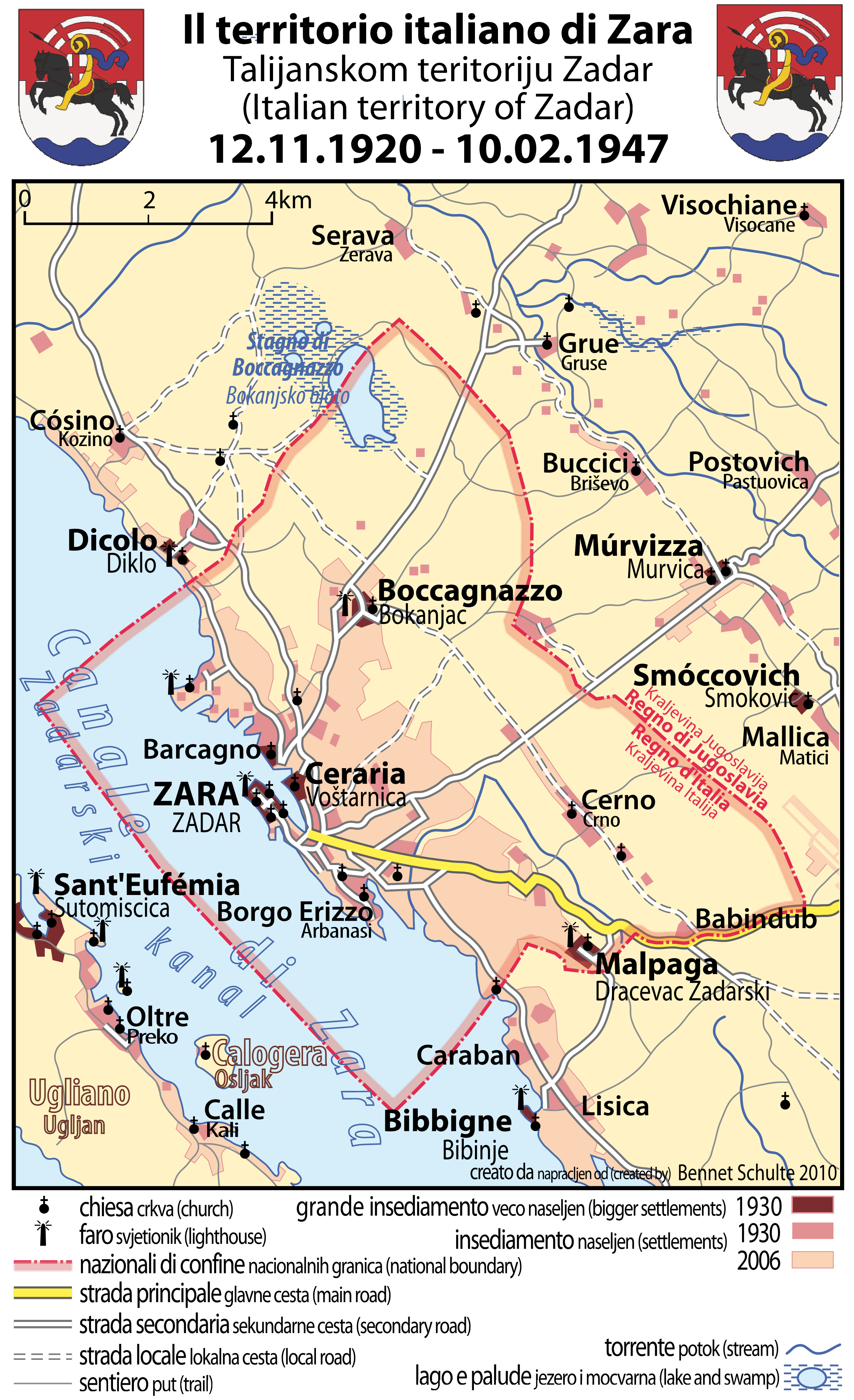
Il territorio della Provincia di Zara nei confini del 1941

.